# Josep Palomero

Josep Palomero i Almela (Burriana, 1953) é um lingüista valenciano e vice-presidente da Academia Valenciana da Língua. 

## Vida
Ele é licenciado em Filologia hispânica na Universidade Autônoma de Barcelona em 1976. Ele obteve o seu título de doutor na Universidade Jaime I em 2016 com uma tese doutoral titulada “Estudi biogràfic i literari d’Artur Perucho Badia. Comunicació i societat en la primera meitat del segle xx” (Estudo biográfico e literário de Artur Perucho Badía. Comunicação e sociedade na primeira metade do século XX). Tem sido professor de ensino secundário de Língua e Literatura espanholas (1977-1985) e de Língua e Literatura valencianas (1985-2013). É membro da Academia Valenciana da Língua, da Associação de Escritores em Língua Catalã, da Associação Internacional da Língua e Literatura Catalanã, do PEN Clube, da Sociedade General de Autores e Editores da Espanha e do Centro Espanhol de Direitos Reprográficos.
Palomero tem combinado o trabalho de professor de ensino secundário, a sua carrera política, algumas posições durante algum tempo no Departmento de Educação da Generalitat Valenciana (governo regional valenciano), co'as suas tarefas literárias, sempre em Catalão. Josep Palomero tem recebidos muitos prêmios literários. Podemos destacar os seguintes: Prêmio Jordi de Sant Jordi (1980) e Prêmio Eduard Escalante de Teatro (2001), os dois dentro dos Prêmios Ciutat de València, Prêmio Tirant lo Blanc (1982), Prêmio da Crítica dos Escritores Valencianos (1994), Prêmio Ciutat d'Alzira para Romance (1996).

## Obra

### Educação

#### Ensino
- Guia didàctica d’Ausiàs March i els altres poetes musicats per Raimon (1985). (em catalão)
- D’Eduard Escalante a Rodolf Sirera. Perspectiva del teatre valencià modern (1995). (em catalão)
- Bengales en la fosca. Antologia de la poesia valenciana del segle xx (1997). (em catalão)
- Accent greu, Llibre de llengua de nivell superior (2000). (em catalão)

#### Literatura infantil e juvenil
- El pardalet sabut i el rei descregut (1982). (em catalão)
- La font d’en Galceran (1989). (em catalão)
- Vuit contes i mig (1993). (em catalão)
- La torre de la bruixa (2005). (em catalão)

### Investigação

#### Crítica literária
- Jaume Bru i Vidal i Home endins (1999). (em catalão)
- Algunes observacions sobre les paraules de Raimon (2009). (em catalão)
- L’aigua en les cançons de Raimon (2012). (em catalão)
- Memòria de l’exposició Vicent Andrés Estellés, cronista de records i d’esperances (2013). (em catalão)
- La producció literària en valencià de Lluís Guarner (2014). (em catalão)
- Les lletres de les cançons de Raimon (2015). (em catalão)

#### Sobre Borriana
- L'etimologia del nom Borriana (1976). (em catalão)
- Toponímia urbana de Borriana (1980). (em catalão)
- Pell de taronja, mig segle [1890-1940] d'arquitectura a Borriana (1986). (em catalão)
- Antroponímia popular de Borriana: els malnoms (1987). (em catalão)
- La literatura popular a Borriana (1990). (em catalão)
- Els jocs de carrer dels xiquets i xiquetes de Borriana (1995). (em catalão)
- Cançons populars de Borriana (1998). (em catalão)
- Borriana gràfica segle XX (1999). (em catalão)
- Rafel Martí de Viciana, de Joan Rodríguez Condesa (2003). (em catalão)
- Cítric desig (2003). (em catalão)
- Toponímia costera i lèxic mariner de Borriana (2011). (em catalão)

#### Divulgação
- Columbretes, de Ludwig Salvator (1990). (em catalão)
- Del barco de vapor al ferrocarril em Viajeros franceses por la Valencia del siglo XIX (1994). (em castelhano)

### Poesia
- Una untada de mostaza (1972). (em castelhano)
- Innocents de pagana decadència (1978). (em catalão)
- Crònica carnal (1980). (em catalão)
- Quaderns de bitàcola (1986). (em catalão)
- La rosa dels vents (1997). (em catalão)

### Romance
- El col·leccionista de botons (1979). (em catalão)
- El pianista de jazz (1983). (em catalão)
- Ball de màscares (1992). (em catalão)
- Els secrets de Meissen (1994) (traduzida ao castelhano e adaptada como minisérie para a Televisão Espanhola). (em catalão)
- El tatuatge dels apàtrides (1997). (em catalão)
- El secreto de la porcelana (1999). (em castelhano)

### Teatro
- Zona de lliure trànsit (2001, com Vicente Muñoz Puelles). (em catalão)

### Outras atividades literárias

#### Adaptações literárias
- Tirant lo Blanc, de Joanot Martorell (2005). (em catalão)
- Regiment de la cosa pública, de Francesc Eiximenis (2009). (em catalão)
- Les aventures de Tirant lo Blanch (2013). (em catalão)

#### Traduções ao catalão
- Caçadors de tigres (1998, Tigre ehizan, d'Aingeru Epaltza).
- El tigre de Tasmània (1999) e El lleopard de les neus (2001), de Vicente Muñoz Puelles.

#### Scripts para televisão
- Antoni Josep Cavanilles (1994). (em catalão)
- El Marquès del Campo (1994). (em castelhano)